# أوليفر هويت
أوليفر هويت هو سياسي أمريكي، ولد في 24 يوليو 1823 في ستامفورد في الولايات المتحدة، وتوفي بنفس المكان في 5 مايو 1887. نشط حزبياً في الحزب الجمهوري. وقد انتخب Presidents pro tempore of the Connecticut Senate ‏.